# Twenty20 International

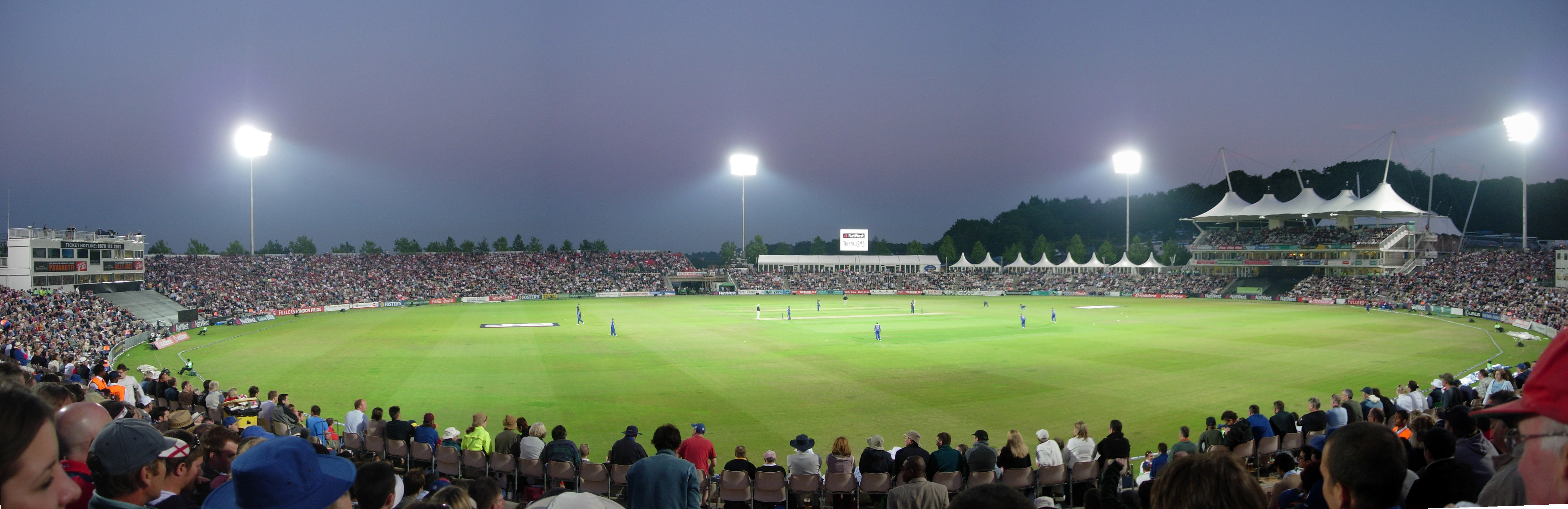
Um Twenty20 International entre a Inglaterra e o Sri Lanka em junho de 2006

Um Twenty20 International (T20I) é uma forma de críquete, jogada entre dois dos membros internacionais do Conselho Internacional de Críquete (em inglês: International Cricket Council - ICC), em que cada equipe enfrenta vinte overs. Os jogos têm status de primeira classe e são o mais alto padrão T20. O jogo é jogado sob as regras do críquete Twenty20. A partir do início do formato em 2005, o status de T20I aplicava-se apenas a Membros Fundadores e alguns Membros Associados (em inglês, respectivamente: Full Members e Associated Members). No entanto, em abril de 2018, o ICC anunciou que concederia o status de T20I a todos os seus 105 membros a partir de 1º de janeiro de 2019.
O formato abreviado foi introduzido inicialmente para aumentar as multidões para o jogo doméstico, e não foi planejado para ser jogado internacionalmente, mas o primeiro Twenty20 International aconteceu em 17 de fevereiro de 2005, quando a Austrália derrotou a Nova Zelândia, e o primeiro torneio foi disputado dois anos depois, com a introdução da Copa do Mundo de Críquete T20. Em 2016, pela primeira vez num ano civil, mais jogos do Twenty20 International (100) foram disputados do que os jogos do ODI (99). Restam limites sobre quantas Twenty20 Internationals uma equipe pode jogar a cada ano, para proteger o Test cricket e os One Day Internationals. A partir de 1º de janeiro de 2019, 17 países participam do ranking de equipes do ICC T20I.
O formato de Twenty20 International também vê um powerplay obrigatório nos primeiros seis overs. Este formato mais curto do jogo faz com que alcançar os marcos tradicionais de anotar cem corridas ou sofrer cinco wickets numa entrada (em inglês: innings) seja mais difícil, e poucos jogadores conseguiram isto. A maior pontuação individual num Twenty20 International é 172, feita pelo australiano Aaron Finch contra o Zimbábue em 2018, enquanto Ajantha Mendis, do Sri Lanka, e Yuzvendra Chahal, da Índia, são os únicos arremessadores a sofrerem seis wickets duas vezes numa entrada e menos de vinte jogadores sofreram cinco wickets numa entrada.